# 生瀬勝久
生瀬 勝久（なませ かつひさ、1960年10月13日 - ）は、日本の俳優、タレント、司会者。本名、同じ。旧芸名、槍魔栗 三助（やりまくり さんすけ）。
兵庫県西宮市出身。西宮市立生瀬小学校、西宮市立塩瀬中学校、兵庫県立宝塚高等学校、同志社大学文学部社会学科（現在の社会学部社会学科）卒業。リコモーション所属。身長178cm。体重70kg。

## 来歴

### 学生時代
学生のころは吹奏楽部でサックスを担当。生徒会会長と駅伝の選手だった。
高校時代は宝塚ファミリーランドでジュースを売るアルバイトをしていた。高校卒業後に大学に入るために浪人をしており、そのころはお好み焼き屋でアルバイトをしていた。
1980年、大学に入学。同志社大学の劇団「第三劇場」に所属していた1982年に京都大学系の劇団「劇団そとばこまち」で2代目座長を務めていた辰巳琢郎にスカウトされ、1983年に「そとばこまち」に入団、同年の『猿飛佐助』で初舞台を踏む。学生時代は、槍魔栗 三助（やりまくり さんすけ）の名で「喜劇研究会」「第三劇場」そして「そとばこまち」で辰巳琢郎・川下大洋らとともに活動、「第三劇場」ではマキノノゾミと交流があった。当時、ゼミの指導教授であった石田光男（後の同志社大学社会学部長）から「君は俳優に向いていないよ」と言われるが、後に石田は「先見の明」がなかったことを反省したという。1986年、大学を卒業。

### コメディアン、俳優へ
大学卒業時に企業から内定を得ていたにもかかわらず、それを辞退して演劇界に進む。1988年には「そとばこまち」の4代目座長に就任し、劇作家、演出家も務める。
1988年から1年間に亘って放送された讀賣テレビ放送の深夜のコント番組『週刊テレビ広辞苑』にて、漫画家のひさうちみちおらとともにレギュラー出演。当時からコメディアンとしての才能をいかんなく発揮して人気を呼び、『探偵!ナイトスクープ』では槍魔栗三助名義で探偵の初期メンバーの1人として出演、第1回放送から複数回続いた、1985年の阪神タイガース優勝の際道頓堀に投げ込まれ行方不明となったカーネル・サンダース像の捜索企画を手がけるなどした。以後も1989年の『現代用語の基礎体力』、1990年の『ムイミダス』、『未確認飛行ぶっとい』、など同じく読売テレビの深夜番組に続けて出演し、「劇団☆新感線」の古田新太や羽野晶紀、「売名行為」の立原啓裕、升毅、牧野エミらとともに関西学生演劇ブームを起こす一端となる。2008年3月8日・15日の2週に亘って20年前の製作スタッフ、キャストが再集結し『現代用語のムイミダス ぶっとい広辞苑』が讀賣テレビ放送にて放映された。
1988年のNHK連続テレビ小説『純ちゃんの応援歌』へのレギュラー出演を機に本名の生瀬 勝久へと改名する。詳しくは後述。
1990年代半ばより全国区のテレビドラマに本格的に進出し、役者としての活動の場を関西から全国に広げるため2001年に劇団「そとばこまち」を退団。シリアスからコミカルまで様々な役柄を変幻自在に演じて主役を引き立て、時にクセのあるキャラクターを演じて作品のアクセントとなるなど、名脇役の一人としてテレビドラマ、映画、舞台など多くの作品で引っ張りだことなる。一方で、『トリック』（テレビ朝日）のスピンオフ作品となる2010年4月期の連続ドラマ『警部補 矢部謙三』で連続ドラマ初主演、2012年公開の『スープ〜生まれ変わりの物語〜』で映画単独初主演も果たしている。
2005年、『お父さんのバックドロップ』で高崎映画祭最優秀助演男優賞を受賞、2013年、第32回ベスト・ファーザー イエローリボン賞を受賞した。

### 芸名改名のきっかけ
1988年度下半期（1988年10月 - 1989年3月）放送のNHK連ドラ『純ちゃんの応援歌』でNHKに初出演することになったが、槍魔栗三助の芸名ではNHKの放送にふさわしいとはいえないという理由があり、芸名を本名に変更したという経緯がある。その後も槍魔栗三助名義で活動していたが、本格的なテレビ活動・全国進出を意識し1990年10月に本名の生瀬勝久名義に統一した。

### 芸風
個性的な演技で、映画、テレビ、ラジオ、舞台で幅広く活動している。脇役が多い。また、独特のキャラクターを生かしてバラエティ番組にも活躍の幅を広げる。
『トリック』、『ごくせん』、『功名が辻』、『ゴーストママ捜査線〜僕とママの不思議な100日〜』など、仲間由紀恵との共演が多い（いずれも仲間が主演で、生瀬がそれに絡むレギュラーキャラを演じている）。

## 人物

### 方言
TPOに応じ、共通語と関西弁を臨機応変に使い分けている。バラエティ番組では、共演者や番組の内容によって共通語と関西弁を使い分ける。関西を舞台とするドラマ作品に出演する場合や、関西出身者を演じる場合には関西弁を用いる。

### 家族
妻は12歳年下でモデル、ヨガのインストラクターをしている堀本陽子。息子が一人いる。

### 趣味・特技
- 釣り[3]、ゴルフ[3]
- 「相撲部屋サイズ」の杵と臼を衝動買いしたことがある[18]。
- 掃除機マニアで、10台以上の掃除機を所有する[18]。ヘッド部分が壊れた際には、家電量販店にまで足を運んで店員と口論になったというエピソードがある[20]。

#### 趣味に関する企画
ゴルフは『それって!?実際どうなの課』（2021年7月7日放送）で生瀬による持ち込み企画「生瀬課長 100日接待 300ヤードへの道」に挑戦した。企画が始まった段階での生瀬の飛距離は207ヤード（189.28m)。目標は2021年6月に行われるドラコン大会出場と、300ヤード(274.32m)を飛ばすこと。100日間ゴルフのためのトレーニング（毎日200発打つ、筋トレ）を行い、番組の収録前後にも取り組んでいた。ドラコン大会10日前の接待（密着）91日目にはこの番組の収録後に「誰にも言ってないけど、（右側）肋骨をすごい痛めて脇腹から」とスイングのし過ぎによる負傷をしたことが生瀬より明かされた。接待98日目には山梨県の鳴沢ゴルフ倶楽部で大会に向けて最終調整を行い、299ヤード（自己ベスト 非公式）飛ばすことに成功する。
6月、茨城県のゴルフ5カントリーかさまフォレストで行われた日本プロドラコン協会による公式試合（1人6球、制限時間2分30秒）で「45歳以上アマチュア男子 シニアの部」にエントリーし、247ヤードの記録となった。企画自体は終了したが、生瀬によるとその後もトレーニングは続けているという。

### 思い出の場所
武庫川、宝塚ファミリーランド

### 交友関係
- 西野正人 - 高校時代からの友人で、株式会社オリムピック代表取締役[注釈 1]。

## 出演
太字は主演。

### テレビドラマ
- ドラマ人間模様 追う男 第1回（1986年7月12日、NHK大阪） - 出前持ち 役
- 連続テレビ小説（NHK総合）
  - 純ちゃんの応援歌（1988年） - 興園寺清彦 役
  - まんてん（2002年） - 花山圭介 役
  - べっぴんさん（2016年） - 坂東五十八 役
  - おちょやん（2020年） - 長澤誠 役
  - ブギウギ（2024年） - 棚橋健二 役[23]
- 銀河テレビ小説 わが歌・我愛你（1988年10月3日 - 28日、NHK大阪） - 特高刑事 役[注釈 2]
- 新・部長刑事 アーバンポリス24 第1話 - 第309話（1989年 - 1997年、ABCテレビ） - 倉田小太郎 役[注釈 3]
- AD・リターンズ（1992年10月19日、TBS）
- バック・トゥ・ザ・ギャートルズ・デイズ（1993年4月18日、NHK BS2 / 1994年3月21日改題「ギャートルズ〜旅立ち」、NHK BS2） - アリャ 役
- チンチン電車（1993年9月15日、NHK総合）
- 大河ドラマ（NHK総合）
  - 花の乱（1994年） - 上月左近将監 役
  - 毛利元就（1997年） - 井上春忠 役
  - 元禄繚乱（1999年） - 多門伝八郎 役
  - 新選組!（2004年） - 殿内義雄 役
  - 功名が辻（2006年） - 堀尾吉晴 役
  - 龍馬伝（2010年） - 吉田松陰 役
  - 八重の桜（2013年） - 勝海舟 役
- 火曜サスペンス劇場 刑事・鬼貫八郎 第4作（1994年11月8日、フジテレビ） -  亀取薫 役
- 日本名作ドラマ 夫婦善哉（1995年2月6日、テレビ東京）
- 水曜ドラマ（日本テレビ）
  - 奇跡のロマンス（1996年1月 - 3月） - 久住大和 役
  - 恋のバカンス（1997年1月 - 3月） - 小野寺太一 役
  - お熱いのがお好き?（1998年7月 - 9月） - 野々山裕次郎 役
  - 甘い生活。（1999年7月 - 9月） - 矢沢英一 役
  - 新・夜逃げ屋本舗（2003年4月 - 6月） - 唐松安男 役
  - 14才の母（2006年10月 - 12月） - 一ノ瀬忠彦 役
  - 黄金の豚-会計検査庁 特別調査課-（2010年10月 - 12月） - 明珍郁夫 役
  - 花咲舞が黙ってない（2014年4月 - 6月・2015年7月 - 9月） - 真藤毅 役
  - 正義のセ（2018年4月 - 6月） - 竹村浩市 役
  - リバーサルオーケストラ（2023年1月11日 - 3月15日） - 常葉修介 役[24]
- 土曜ドラマ カンパニー（1996年3月、NHK総合）[25]
- 木曜劇場（フジテレビ）
  - Age,35 恋しくて（1996年4月 - 6月） - 大平幾也 役
  - 甘い結婚（1998年1月 - 3月） - 立花大介 役
  - 非婚家族 第2話（2001年7月12日）
  - 離婚弁護士 第8話（2004年6月3日） - 高沢博之 役
  - BOSS 第9話（2009年6月11日） - 西名亘 役
  - 医師たちの恋愛事情（2015年4月 - 6月） - 渡辺幹夫 役
  - 知ってるワイフ（2021年1月7日 - 3月18日） - 小池良治 役[26]
  - ゴシップ#彼女が知りたい本当の〇〇（2022年1月6日 - 3月17日） - 山田礼二 役[27]
  - 波うららかに、めおと日和（2025年4月24日 - 6月26日） - 活動弁士 役[28]
- 金曜ドラマ（TBS）
  - 硝子のかけらたち（1996年7月 - 9月） - 美戸部甚一 役
  - QUIZ（2000年4月 - 6月） - 緒沢在昌 役
  - MIU404（2020年6月26日 - 9月4日） - 我孫子豆治 役
- 3番テーブルの客 第1回（1996年10月21日、フジテレビ）
- 世にも奇妙な物語 聖夜の特別編「テレパシー・ラブ」（1996年12月24日、フジテレビ） - 松下明 役
- いとしの未来ちゃん 第9話「ニュー・シネマ・パラダイス NUOVO CINEMA PARADISO」（1997年6月7日、テレビ朝日） - 菅原 役
- ガラスの仮面 最終話（1997年9月15日、テレビ朝日） - プロデューサー 役
- 横山やすし追悼ドラマ 俺は浪花の漫才師 笑わせまっせ泣かせまっせ![注釈 4]（1997年1月27日、MBS） - 西川きよし 役
- フェイス（1997年7月 - 9月、関西テレビ・フジテレビ） - 谷合慎一 役
- '98新春ドラマスペシャル 味いちもんめ（1998年1月2日、テレビ朝日） - 若林魚庵のマネージャー 佐竹 役
- 金曜エンタテイメント（フジテレビ）
  - 美人三姉妹温泉芸者が行く! 第5・6作（1998年2月27日・2001年6月1日） - 堀井将 役
  - 女マネージャー金子かおる 哀しみの事件簿1（2002年2月8日） - 半田俊治 役
- 先生知らないの?（1998年4月 - 6月、TBS） - 曽根田勝 役
- 鬼の棲家（1999年1月 - 3月、フジテレビ） - 黒川幸彦 役
- ケイゾク/特別篇 PHANTOM〜死を契約する呪いの樹（1999年12月24日、TBS） - 遠山金太郎 役
- 時代劇ロマン 一絃の琴（2000年3月 - 7月、NHK総合） - 望月健直 役
- トリックシリーズ（テレビ朝日） - 矢部謙三 役
  - トリック（2000年7月 - 9月）
    - トリック2（2002年1月 - 3月）
    - トリック3（2003年10月 - 12月）
    - トリック 新作スペシャル（2005年11月13日・2010年5月15日・2014年1月12日）

  - 警部補 矢部謙三（2010年4月9日 - 5月14日） - 矢部謙三（主演） 役 ※テレビ初主演
    - 警部補 矢部謙三2（2013年7月5日 - 8月30日） - 矢部謙三（主演）、ゾーケン王子（第5話） 役
- 相棒シリーズ（テレビ朝日） - 浅倉禄郎 役
  - 土曜ワイド劇場 相棒2 警視庁ふたりだけの特命係（2001年1月27日）
  - season1 第5話（2002年11月6日）
  - season2 第1・2・10・最終話（2003年10月8日・15日・12月17日・2004年3月17日）
  - season3 第18話（2005年3月16日）
- ウソコイ（2001年7月 - 9月、フジテレビ） - 角田亮一 役
- 月曜ミステリー劇場 浅見光彦シリーズ 坊っちゃん殺人事件（2001年9月24日、TBS） - 丸山登 役
- 愛と青春の宝塚（2002年1月3・4日、フジテレビ） - タッチーの養父・佐原 役
- ごくせん（2002年4月 - 7月、日本テレビ） - 猿渡五郎 役
  - ごくせんスペシャル（2003年3月26日）
  - ごくせん 第2シリーズ（2005年1月 - 3月）
  - ごくせん 第3シリーズ（2008年4月 - 6月）
  - ごくせん卒業スペシャル '09（2009年3月28日）
- HR（エイチアール） 第7話 - 最終話（2002年11月 - 2003年3月、フジテレビ） - 留学生・ホイ 役
- やんパパ（2002年10月 - 12月、TBS） - 山崎 役
- 土曜ドラマ（日本テレビ）
  - ぼくの魔法使い 最終話（2003年7月5日） - 渡辺一義 役
  - ギャルサー（2006年4月 - 6月） - 柳下哲雄 役
  - ゴーストママ捜査線〜僕とママの不思議な100日〜（2012年7月 - 9月） - 三船義光 役
  - 学校のカイダン（2015年1月 - 3月） - 金時平男 役
  - サバイバル・ウェディング（2018年7月 - 9月） - 柏木惣一 役
- 土曜ワイド劇場 京都祇園祭り殺人事件（2004年8月14日、テレビ朝日系） - 野上陽介 役
- 日曜劇場（TBS）
  - いま、会いにゆきます（2005年7月 - 9月） - 菊地俊輔 役
  - GM〜踊れドクター（2010年7月 - 9月） - 漆原誠司 役
  - 空飛ぶ広報室（2013年4月 - 6月） - 阿久津守 役
  - ごめんね青春!（2014年10月 - 12月） - 三宮大三郎 役
  - 下剋上球児（2023年10月15日 - 12月17日） - 横田宗典 役[29]
  - 19番目のカルテ（2025年7月13日 - ） - 北野栄吉 役[30]
- ブラザー☆ビート（2005年10月 - 12月、TBS） - 野口秀貴 役
- ドラマ・コンプレックス 終戦60年スペシャルドラマ 火垂るの墓―ほたるのはか―（2005年11月1日、日本テレビ） - 町の駐在・吉岡利之 役
- 終戦60年ドラマスペシャル 日本のシンドラー杉原千畝物語 六千人の命のビザ（2005年10月11日、読売テレビ・日本テレビ系列） - 菊池文 役
- 女王の教室スペシャル（2006年3月17日・18日、日本テレビ） - 富塚保彦 役
- 月9枠（フジテレビ）
  - トップキャスター（2006年4月 - 6月） - 石場小吉 役
  - ガリレオ 第2シーズン 第九章「攪乱す」（2013年6月10日） - 高藤英治 役
  - 信長協奏曲（2014年10月 - 12月） - 今川義元 役
  - 貴族探偵（2017年4月 - 6月） - 鼻形雷雨 役[31]
- きらきら研修医（2007年1月 - 3月、TBS） - 川合真介（ガチャピン先生） 役
- 土曜プレミアム（フジテレビ）
  - 裸の大将（塚地武雅版） - 田中巡査 役
    - 第1作「裸の大将 長野編～放浪の虫が動き出したので～」（2007年9月1日）
    - 第3作「裸の大将 山梨編～富士山にニセモノが現れたので～」（2008年10月18日）

  - ステキな隠し撮り 完全無欠のコンシェルジュ（2011年11月5日） - 占部薫 役
  - 悪魔の手毬唄〜金田一耕助、ふたたび〜（2019年12月21日） - 立原虎蔵 役
- あしたの、喜多善男 〜世界一不運な男の、奇跡の11日間〜（2008年1月 - 3月、フジテレビ） - 杉本マサル 役
- 4姉妹探偵団（2008年1月 - 3月、ABCテレビ・テレビ朝日） - 城之内秀樹 役
- ドラマ8 キャットストリート（2008年8月 - 10月、NHK総合） - スクール長 役
- 木曜ナイトドラマ 夢をかなえるゾウ 第8・9話（2008年11月20日・27日、日本テレビ） - 織田信長 役
- イケ麺そば屋探偵〜いいんだぜ!〜（2009年4月 - 6月・7月 - 9月、日本テレビ） - 黒田金造 役
- 木曜ドラマ（テレビ朝日）
  - エンゼルバンク〜転職代理人（2010年1月 - 3月） - 海老沢康生 役
  - ゼロの真実〜監察医・松本真央〜（2014年7月 - 9月） - 泉澤郁夫 役
  - 未来への10カウント（2022年4月14日 - 6月9日） - 猫林はじめ 役[32][33]
  - ハヤブサ消防団（2023年7月13日 - 9月14日） - 山原賢作 役[34][35]
- 終戦ドラマスペシャル 歸國（2010年8月14日、TBS） - 立花報道官 役
- スペシャルドラマ「ストロベリーナイト」（2010年11月13日、フジテレビ） - 井岡博満 役
  - ストロベリーナイト（2012年1月6日）
  - ストロベリーミッドナイト（2013年1月22日 - 25日）
  - ストロベリーナイト アフター・ザ・インビジブルレイン（2013年1月26日）
- 24時間テレビスペシャルドラマ 生きてるだけでなんくるないさ（2011年8月20日、日本テレビ） - 安西宗則 役
- 金曜スーパープライム らんま1/2（2011年12月9日、日本テレビ） - 天道早雲 役
- 新春スペシャル もう誘拐なんてしない（2012年1月3日、フジテレビ） - 支配人 役
- 必殺仕事人シリーズ（ABCテレビ[注釈 5]・テレビ朝日） - 増村倫太郎 役
  - 必殺仕事人2012（2012年2月19日）
  - 必殺仕事人2013（2013年2月17日）
  - 必殺仕事人2014（2014年7月27日）
  - 必殺仕事人2015（2015年11月29日）
  - 必殺仕事人2016（2016年9月25日）[36]
  - スペシャルドラマ必殺仕事人[注釈 6]（2018年1月7日）[37]
  - スペシャルドラマ必殺仕事人2019（2019年3月10日）
  - 必殺仕事人2020（2020年6月28日）
  - 必殺仕事人（2022年1月9日）
- リーガル・ハイ（2012年4月 - 6月、フジテレビ） - 三木長一郎 役
  - リーガル・ハイ スペシャル（2013年4月13日）
  - リーガルハイ（シーズン2）（2013年10月 - 12月）
  - リーガルハイ・スペシャル（2014年11月22日）
- ドラマW / 連続ドラマW（WOWOW）
  - 三谷幸喜「大空港2013」（2013年12月29日） - 鶴橋蔵之介 役
  - 東野圭吾「ダイイング・アイ」（2019年3月16日 - 4月20日） - 江島光一 役　
  - 彼らを見ればわかること（2020年1月11日 - 2月29日） - 内田櫂斗 役
- 月曜ミステリーシアター 隠蔽捜査（2014年1月 - 3月、TBS） - 上條貴仁 役
- 木曜ドラマ劇場 MOZU Season1〜百舌の叫ぶ夜〜（2014年4月 - 6月、TBS） - 室井玄 役
- お家さん（2014年5月9日、読売テレビ） - 鈴木岩治郎 役
- 火曜ドラマ（TBS）
  - 東京スカーレット〜警視庁NS係（2014年7月 - 9月） - 阿藤宗介 役
  - 重版出来!（2016年4月 - 6月） - 岡英二 役[38]
  - 初めて恋をした日に読む話（2019年1月15日 - 3月19日） - 梅岡道真 役
  - 着飾る恋には理由があって 第3話 - 最終話（2021年5月4日 - 6月22日） - 小林礼史 役[39]
- 金曜ナイトドラマ（テレビ朝日）
  - セカンド・ラブ（2015年2月6日 - 3月20日） - 高柳太郎 役
  - 漂着者（2021年7月23日 - 9月24日） - 柴田俊哉 役[40]
  - JKと六法全書（2024年4月19日 - 6月7日） - ナレーション / 百目木喜十 役[41]
- 金曜プレミアム 私という名の変奏曲（2015年10月2日、フジテレビ） - 北川淳 役
- ネクストブレイク 危篤スルー（2015年11月12日 - 12月3日、日本テレビ） - 矢部謙三（主演） 役[42]
- 日曜ドラマ（日本テレビ）
  - 臨床犯罪学者・火村英生の推理（2016年1月 - 3月） - 鍋島久志 役[43]
  - あなたの番です（2019年4月14日 - 9月8日） - 田宮淳一郎 役
    - 金曜ロードショー 劇場版公開記念!「あなたの番です」完全新撮スペシャル!（2021年12月10日）

  - 若草物語-恋する姉妹と恋せぬ私-（2024年10月6日 - 12月15日） - 黒崎潤 役[44][45]
- 桜坂近辺物語 第2夜「近辺2」（2016年3月8日、フジテレビ） - 会社社長 役[46][47]
- ドラマ24 侠飯〜おとこめし〜（2016年7月 - 9月、テレビ東京） - 柳刃竜一（主演） 役[48]
- ドクターX〜外科医・大門未知子〜スペシャル（2016年7月3日、テレビ朝日） - 黄川田高之 役
  - 第4期（2019年10月17日 - 12月22日）
- 日曜ワイド ハルさん〜花嫁の父は名探偵!?（2017年12月3日、テレビ朝日） - 春日部晴彦（主演） 役
- 読売テレビ開局60年記念スペシャルドラマ 天才を育てた女房（2018年2月23日、読売テレビ） - 秋月康夫 役[49]
- 仮面ライダージオウ（2018年9月 - 2019年8月、テレビ朝日） - 常磐順一郎 役[50]
- 日曜プライム（テレビ朝日）
  - 指定弁護士（2018年9月23日） - 安倍忠一 役[51]
  - 微笑む人（2020年3月1日） - 井上肇 役
  - 不協和音 炎の刑事 VS 氷の検事（2020年3月15日） - 加藤博行 役[52]
- 日経ドラマスペシャル 琥珀の夢（2018年10月5日、テレビ東京） - 鳴江千惠藏 役[53]
- 犬神家の一族（2018年12月24日、フジテレビ） - 橘重蔵 役
- 正月時代劇 家康、江戸を建てる 前編（2019年1月2日、NHK総合） - 内田六次郎 役
- 土曜ナイトドラマ 僕の初恋をキミに捧ぐ（2019年1月19日 - 3月2日、テレビ朝日） - 種田譲 役
- シンドラ 頭に来てもアホとは戦うな!（2019年4月23日 - 6月25日、日本テレビ） - 斎藤充 役
- オシドラサタデー（テレビ朝日）
  - コタローは1人暮らし（2021年4月24日 - 6月26日） - 田丸勇 役
    - 帰ってきたぞよ!コタローは1人暮らし（2023年4月15日 - 6月10日）[54]
- モクドラF アンラッキーガール!（2021年10月7日 - 12月9日、読売テレビ） - 指宿恵徳 役[55]
- マーダー★ミステリー 〜探偵・斑目瑞男の事件簿〜伊呂鳥荘・湯けむり温泉殺人事件（2022年3月4日・11日、ABCテレビ） - 紫堂京介 役[56][57]
- ダマせない男（2022年3月26日、日本テレビ） - 貴島源一郎 役[58]
- 新宿野戦病院（2024年7月3日 - 9月11日、フジテレビ） - 高峰啓三 役[59]
- 新・暴れん坊将軍（2025年1月4日、テレビ朝日） - 辰五郎 役[60]
- 秘密〜THE TOP SECRET〜 第7話・第8話（2025年3月10日・17日、関西テレビ・フジテレビ） - 千堂潮 役[61]
- いつか、無重力の宙で（2025年9月8日〈予定〉 - 、NHK総合） - 舎人五郎 役[62]

### 配信ドラマ
- 警部補 矢部謙三～人工頭脳（ZUNOU）VS人工頭毛（ZUMOU）～（2017年3月7日 - 4月4日、ビデオパス / テレ朝動画） - 矢部謙三（主演） 役[63]
- コタローは1人暮らし シリーズ（TELASA） - 田丸勇 役
  - 花輪せんせいは半人前!?（2021年5月22日 - 6月19日）[64]
  - 佑どののジブン探し（2023年5月13日・20日）[65]

### 映画
- トキワ荘の青春（1996年3月23日、カルチュア・パブリッシャーズ） - 鈴木伸一 役
- 新・居酒屋ゆうれい（1996年9月28日、東宝） - 杉町 役
- 恋と花火と観覧車（1997年2月15日、松竹） - 西荻洋一郎 役
- ガメラ3 邪神〈イリス〉覚醒（1999年3月6日、東宝）
- ケイゾク/映画 Beautiful Dreamer（2000年3月4日、東宝） - 遠山金太郎 役
- トリックシリーズ（東宝） - 矢部謙三 役
  - トリック劇場版（2002年11月9日）
  - トリック劇場版2（2006年6月10日）
  - 劇場版TRICK 霊能力者バトルロイヤル（2010年5月8日）
  - トリック劇場版 ラストステージ（2014年1月11日）
- ラストシーン（2002年11月9日、オズ / オムロ） - 医療アドバイザー 役
- 沙羅双樹（2003年7月12日、日活 / リアルプロダクツ） - 麻生卓 役
- 月の砂漠（2003年9月6日、レントラックジャパン / パンドラ） - 市山 役
- g@me.（2003年11月8日、東宝） - 葛城の部下 役
- 下妻物語（2004年5月29日、東宝） - パチンコ屋店長 役
- お父さんのバックドロップ（2004年10月9日、シネカノン） - 菅原進 役
- クリスマス・クリスマス（2004年12月4日、クロックワークス） - 吉田満 役
- 真夜中の弥次さん喜多さん（2005年4月2日、アスミック・エース） - 瓦版男 役
- 戦国自衛隊1549（2005年6月11日、東宝） - 森彰彦三等陸佐 役
- ナニワ金融道 灰原勝負! 起死回生のおとしまえ!!（2005年7月2日、アートポート） - 篁悟 役
- THE 有頂天ホテル（2006年1月14日、東宝） - 瀬尾高志 役
- 舞妓Haaaan!!!（2007年6月16日、東宝） - 先崎部長 役
- 隠し砦の三悪人 THE LAST PRINCESS（2008年5月10日、東宝） - バクチ打ち 役
- 20世紀少年〈第1章〉 終わりの始まり（2008年8月30日、東宝） - ドンキー（木戸三郎） 役
- ヤッターマン（2009年3月7日、日活） - ボヤッキー 役
- ごくせん THE MOVIE（2009年7月11日、東宝） - 猿渡五郎 役
- 山形スクリーム（2009年8月1日、ギャガ・コミュニケーションズ） - 蝦蟇且茂治郎 役
- 南極料理人（2009年8月8日、東京テアトル） - 本さん 役
- サイドウェイズ（2009年10月31日、20世紀フォックス） - 上原大介 役
- つむじ風食堂の夜（2009年11月21日、ジョリー・ロジャー） - 「私」の父親 役
- ゼブラーマン -ゼブラシティの逆襲-（2010年5月1日、東映） - TVレポーター 役
- 孤高のメス（2010年6月5日、東映） - 野本 役
- 桜田門外ノ変（2010年10月16日、東映） - 高橋多一郎 役
- 犬とあなたの物語 いぬのえいが（2011年1月22日、アスミック・エース） - 三浦さん 役
- はやぶさ/HAYABUSA（2011年10月1日、20世紀フォックス） - はやぶさファン オタク 役
- ステキな金縛り（2011年10月29日、東宝） - 占部薫 役
- サラリーマンNEO 劇場版(笑)（2011年11月3日、ショウゲート） - 中西一郎 役
- カイジ2 人生奪回ゲーム（2011年11月5日、東宝） - 坂崎孝太郎 役
- スープ〜生まれ変わりの物語〜（2012年7月7日、東京テアトル） - 渋谷健一 役 [注釈 7]
- くろねこルーシー（2012年10月6日、AMGエンタテインメント） - 鮫島修一 役
- ストロベリーナイト（2013年1月26日、東宝） - 井岡博満 役
- プラチナデータ（2013年3月16日、東宝） - 志賀孝志 役
- 俺はまだ本気出してないだけ（2013年6月15日、松竹） - 宮田修 役[66]
- 謎解きはディナーのあとで（2013年8月3日、東宝） - 京極天 役
- 白ゆき姫殺人事件（2014年3月29日、松竹） - 水谷 役
- チーム・バチスタFINAL ケルベロスの肖像（2014年3月29日、東宝） - 東堂文昭 役
- エイプリルフールズ（2015年4月1日、東宝） - 大島達宏 役
- ミックス。（2017年10月21日、東宝） - ジェーン・エスメラルダ 役
- いぬやしき（2018年4月20日、東宝） - 正木 役
- 仮面ライダーシリーズ（東映） - 常磐順一郎 役
  - 平成仮面ライダー20作記念 仮面ライダー平成ジェネレーションズ FOREVER（2018年12月22日）[67]
  - 劇場版 仮面ライダージオウ Over Quartzer（2019年7月26日）
- マスカレード・ホテル（2019年1月18日、東宝） - 栗原健治 役
- コンフィデンスマンJP -ロマンス編-（2019年5月17日、東宝） - ホー・ナムシェン 役
  - コンフィデンスマンJP -プリンセス編-（2020年7月23日、東宝）
- 天外者（2020年12月11日、ギグリーボックス） - 五代秀尭 役
- あなたの番です 劇場版（2021年12月10日、東宝） - 田宮淳一郎 役
- 水は海に向かって流れる（2023年6月9日、ハピネットファントム・スタジオ） - 成瀬賢三 役[68]
- BAD LANDS バッド・ランズ（2023年9月29日、東映 / ソニー・ピクチャーズエンタテインメント） - 高城 役[69]
- 法廷遊戯（2023年11月10日、東映） - 釘宮昌治 役[70]
- ブラック・ショーマン（2025年9月12日公開予定、東宝） - 木暮大介 役[71]
- ベートーヴェン捏造（2025年9月12日公開予定、松竹） - シュテファン・フォン・ブロイニング 役[72]

### 舞台
- ローゼンクランツとギルデンスターンは死んだ（1994年、［再演］1997年、［再々演］2000年） - ギルデンスターン 役
- ハムレット（1995年） - レアティーズ 役
- 贋作・罪と罰（1995年、作・演出：野田秀樹） - 都司之助 役
- こどもの一生（1998年） - 三友 役
- そとばこまちプロデュース・マンガの夜（1999年） - 脚本・演出、小早川秀一 役
- パンドラの鐘（1999年） - 平川 役
- 七人ぐらいの兵士（2000年、［再演］2001年） - 脚本・主演、木下一郎 兵長 役
- 人間風車（2000年） - 平川 役
- バッドニュース☆グッドタイミング（2001年、作・演出：三谷幸喜） - 岩田哲郎 役
- 浮標（ブイ）（2003年） - 久我五郎 役
- カメレオンズ・リップ（2004年） - ナイフ・ハーフムーン 役
- JOKER（2004年） - 作、井上誠/兵長 役
- 演劇ユニット「ねずみの三銃士」第1回公演『鈍獣』（2004年、PARCO劇場、作：宮藤官九郎、演出：河原雅彦） - 岡本 役
- 涙の温度（2005年、朗読劇）
- メディア（2005年） - イアソン 役
- 12人の優しい日本人（2005年） - 陪審員2号 役
- 劇場スジナシ（2005年）
- 小鹿物語（2006年） - 塙与一 役
- LOVE 30 〜女と男と物語〜 第3幕『兄への伝言』（2006年）
- 橋を渡ったら泣け（2007年） - 演出
- コンフィダント・絆（2007年） - ヴァン・ゴッホ 役
- ロマンス（2007年） - 青年チェーホフ 役
- ナツひとり-届かなかった手紙-（2007年）
- 冬の絵空（2008年）
- 楽屋〜流れ去るものはやがてなつかしき〜（2009年、作：清水邦夫） - 演出
- 演劇ユニット「ねずみの三銃士」第2回公演 『印獣』（2009年、PARCO劇場、作：宮藤官九郎、演出：河原雅彦）
- ワルシャワの鼻（2009年）
- 黴菌（2010年、演出：ケラリーノ・サンドロヴィッチ）
- テンペスト（2011年、演出：堤幸彦） - 聞得大君・真牛 役
- PRESS 〜プレス〜（2012年、演出：水田伸生）
- CBGK Premium Stage リーディングドラマ『Re:』（2012年3月25日、CBGKシブゲキ!!）
- 祈りと怪物 〜ウィルヴィルの三姉妹〜（2012年、演出：ケラリーノ・サンドロヴィッチ） - ドン・ガラス 役
- いのうえシェイクスピア「鉈切り丸」（2013年10月、オリックス劇場 / 2013年11月、東急シアターオーブ、演出：いのうえひでのり） - 源頼朝 役
- 演劇ユニット「ねずみの三銃士」第3回公演 『万獣こわい』（2014年3月 - 4月、PARCO劇場、作：宮藤官九郎、演出：河原雅彦）
- 皆既食 -Total Eclips-（2014年11月7日 - 11月29日、Bunkamuraシアターコクーン / 12月4日 - 12月7日、シアターBRAVA!、作：クリストファー・ハンプトン、演出：蜷川幸雄） - ポール・ヴェルレーヌ 役[73]
- ブロッケンの妖怪（2015年） - 黒柳 役[74]
- 劇団☆新感線「髑髏城の七人」 Season風（2017年9月 - 11月、IHIステージアラウンド東京） - 狸穴二郎衛門 役[75]
- KERA CROSS『グッドバイ』（2020年1月 - 2月、シアタークリエ・梅田芸術劇場・ビレッジホール 他地方公演） - 演出・出演
- 劇団☆新感線　薔薇とサムライ2 ー海賊女王の帰還ー（2022年 9月 - 11月、新橋演舞場ほか、演出：いのうえひでのり）
- 竹生企画第四弾「マイクロバスと安定」（2025年11月 - 12月〈予定〉、本多劇場ほか、演出：倉持裕）[76]

### オリジナルビデオ
- 仮面ライダージオウ NEXT TIME ゲイツ、マジェスティ（2020年4月22日、東映） - 常磐順一郎 役[77]

### バラエティ・情報番組
- ぼくらは怪しいサラリーマン（1983年、毎日放送）[注釈 8]
- 最強FBI緊急捜査SP（不定期、フジテレビ） - ナビゲーター
- TV'S HIGH（フジテレビ）
- 週刊テレビ広辞苑（読売テレビ）
- 探偵!ナイトスクープ（朝日放送） - 第1期探偵。カーネル・サンダース像救出作戦などを担当したが降板。
- ガキバラ帝国2000!（TBS） 「お受験戦士 嵐」 - 皇帝 役
- ワールド☆レコーズ（日本テレビ） - 司会
- ガチャガチャポン!（フジテレビ） - 今泉誠（パパ） 役
- 三宅裕司のワークパラダイス（山口放送制作・日本テレビ系列）
- 現代用語の基礎体力（読売テレビ）
- ムイミダス（読売テレビ）
- 未確認飛行ぶっとい（読売テレビ）
- クイズ・ポーカーフェイス（フジテレビ） - 司会
- サラリーマンNEO（NHK総合）
- 地球!ジオグラTV（TBS） - 司会
- ホレゆけ!スタア☆大作戦 〜まりもみ危機一髪!〜 - 黒田金造 役
  - ホレゆけ!スタア☆大作戦 〜まりもみ一触即発!〜 - 黒田金造 役
- ニッポンのぞき見太郎（2016年4月26日 - 9月20日 、関西テレビ制作・フジテレビ系列） - 司会 [78]
- くりぃむクイズ ミラクル9（テレビ朝日） - 不定期出演
- 究極のアテレコ劇 生瀬&小藪のミュート! 〜役者VS芸人2つの物語〜（2017年7月7日、朝日放送） - MC
  - 生瀬&小籔のミュート! 〜役者VS芸人…究極のアテレコ劇場〜（2018年9月30日） - MC
- それって!?実際どうなの課（2019年4月3日 - 2024年3月27日、中京テレビ制作・日本テレビ系列） - 司会
- 釣りびと万歳（2022年5月1日 - 、NHK BS・BSプレミアム4K）- ナレーション
- 巷のウワサ大検証!それって実際どうなの会（2024年6月3日・26日・7月8日・31日・9月11日・25日・10月9日 - 、TBS） - MC（会長）
- コント×ドキュメンタリー 笑う会社革命（2024年12月30日・2025年7月2日 - 、NHK総合）- 斎藤部長 [79]

### CM
- 郵便局 「レタックス」
- ハウス食品 「なにわの中華そば好きやねん」、「カリー屋カレー」、「ビストロ欧風カレー」、「素材咲々 めかぶスナック」
- キリンビール 「白麒麟」
- 武田薬品工業 「ベンザブロック」
- 東芝ライテック 「ネオボール2 ReaL」
- 公共広告機構 「天ぷら油で走るバス」 - ナレーション
- ダイハツ・ムーヴコンテ - カクカクシカジカの声、ダイハツ・タント - 100パー免除
- 任天堂 「New スーパーマリオブラザーズ Wii」
- TSUTAYA
- 日本民間放送連盟 - 地球温暖化問題啓発スポット
- ライオン
  - スマイル40EXゴールド
  - バファリンEX（2016年） - 父 役
- 日本コカ・コーラ 「アクエリアス」®ゼロ

### テレビアニメ
- ヤッターマン（2008年11月24日放送分） - 本人 役（実写版ヤッターマンとのタイアップ）

### 劇場アニメ
- エルマーの冒険（1997年7月5日、松竹） - ライオン 役
- こちら葛飾区亀有公園前派出所 THE MOVIE2 UFO襲来! トルネード大作戦!!（2003年12月20日、東宝） - タイガー虎山 役[80]
- 僕のヒーローアカデミア THE MOVIE 〜2人の英雄〜（2018年8月3日、東宝） - デヴィット・シールド 役[81]

### ゲーム
- 餓狼伝説2 - ジョー・ヒガシ、ビリー・カーン、ローレンス・ブラッド 役
- 餓狼伝説スペシャル - ジョー・ヒガシ、ビリー・カーン、ローレンス・ブラッド、ギース・ハワード 役
- ザ・キング・オブ・ファイターズ'94 - ジョー・ヒガシ 役
- ザ・キング・オブ・ファイターズ'95 - ビリー・カーン 役

### 吹き替え
- 怪盗グルーのミニオン大脱走（2017年7月21日、ユニバーサル・ピクチャーズ） - ドルー・グルー 役
- アダムス・ファミリー（2020年9月25日、パルコ） - ゴメズ・アダムス 役[82]
  - アダムス・ファミリー2 アメリカ横断旅行!（2022年1月）[83]

### ラジオパーソナリティ
- ABCラジオパラダイス（1990年 - 1991年、ABCラジオ）
- ABCミュージックパラダイス（1991年 - 1992年、ABCラジオ）[注釈 9]
- カバヤキ三太郎のごめんね青春!（2015年6月14日、TBSラジオ）[84]

### ラジオドラマ
- BANANA FISH - マックス・ロボ（1代目）
- 神様くだった（1999年2月6日、NHK FMシアター）

### DVD
- やさぐれぱんだ 「白盤」「黒盤」（2007年） - ぱんだの声
- やさぐれぱんだ 「金盤」「銀盤」「銅盤」（2008年） - ぱんだの声

### その他
- 鶴瓶の家族に乾杯（NHK総合）
- 桂三枝のすべて〜六代桂文枝襲名〜（2012年7月29日、NHK BSプレミアム）ナビゲーター

## 音楽

### シングル
- 好きやねん（1997年10月1日、日本コロムビア、CODA-1320） - 河合美智子とのデュエット

## 冊子
- 広報たからづか （2017年1月号）宝塚市 - 生瀬は西宮市出身だが宝塚市に近い場所に住んでいたことがあり、宝塚市内の高校出身という縁で、当時市長だった中川智子とのインタビュー記事が掲載された[3]。中川によると生瀬の母と友人でもあるという[3]。